# 新星

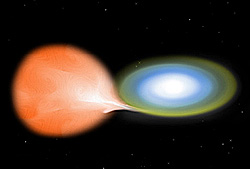
藝術家想像下，一顆白矮星在巨大的伴星下增生。

新星是一种白矮星，是激变变星的一类，其吸積在表面的氫发生劇烈爆炸。它们原本都很暗，难以被发现，突然爆发增亮，被认为是新产生的恒星，因此而得名。新星按光度下降速度分为快新星（NA）、中速新星（NAB）、慢新星（NB）和甚慢新星（NC）（还有加州理工學院在2007年5月首度發現的亮紅新星），亮度为平常时期的几万甚至几百万倍，持续几星期或几年。
新星不是Ia超新星。
大家在银河系中已发现超过200颗新星。銀河系每年约有20至60顆新星被发現，大概每年40顆。每年被發現的新星數量低於此一數值被歸咎於距離的遙遠和觀測的偏差。而每年在仙女座大星系發現的新星只有銀河系的1/2到1/3。
有的新星肉眼可見：1975年明亮的天鵝座新星发生，這顆新星於1975年8月29日出現在天鵝座的天津四北方約5度之處，視星等達到2.0等（與天津四的光度相似）。最靠近現在的是天蝎座V1280，在2007年2月17日亮度達到3.7等。

## 發展
1. 有时，白矮星在伴星的洛希半徑內，因此它穩定地從伴星的外層大氣吸积氣體於表面。（這顆伴星可以是一顆主序星，或是已經膨脹成紅巨星的老年恆星。）这些氣體主要是氫和氦（宇宙間最平常的成份），因為重力被壓得更緊密。
2. 壓力使其溫度變得非常的高。虽然热量会傳導至內部，但是白矮星内部的簡併物質不會受熱膨脹，所以表面仍然稳定而紧密，不会出现被撑开从而压力下降的情况。
3. 核融合反應渐渐在表面發生，而核融合的速率受到溫度和壓力的影響，越是壓縮，表面的氢放热越快，表面的溫度和壓力就會繼續增加，當溫度達到2,000萬K時，氫主要經由碳氮氧循環燃燒，氫燃燒一般不会穩定，很快造成熱失控反應，新星噴發出星雲的光譜显示，新星喷发出了氦、碳、氮、氧、氖和鎂等元素，它们是这时形成的（只有在範圍很窄的吸積率下，氫融合可以在表面穩定的進行）。
4. 這個過程释放出大量的能量，使白矮星發生極端明亮的爆發，並將表面剩餘的氣體吹散。最後，白矮星或是將燃料用盡，或是塌縮成為中子星，或是爆炸成為Ia超新星。

整體而言，5%吸積的質量參與核融合成為爆發的動力，它拋出的質量有太陽質量的萬分之一，相較於白矮星的質量是非常小的。噴出物的速度约每秒數千公里 － 快新星的速度比慢新星快，光度從太陽的數倍临时增加至50,000至100,000倍。新星對星際物質的貢獻並不大，在銀河系內只相當於超新星的1/50，紅巨星和超巨星的1/200。
光度的上升是快還是慢，與新星的類型有關，而在到達高峰之後，光度的下降是很穩定的。從最大光度下降2至3個星等所花費的時間，可以用來對新星進行分類。快新星在短於25天的時間內光度會下降2等，慢新星則會超過80天才降低2星等。

### 再發新星
只要伴星能繼續的供應氫在白矮星的表面吸積，一顆白矮星就能反覆的爆發成為新星，例如蛇夫座 RS，就是一顆已經知道有過6次爆發記錄的新星（分別在1893、1933、1958、1967、1985和2006年）。再發新星是罕見的。有人推测多數新星會再發，其间隔为1,000年到100,000年，取决于白矮星質量吸積的速率、表面重力的強度；質量較大的白矮星吸積足夠下次爆炸的燃料所需要的時間短於質量較低的，也就是質量大的白矮星再發的間隔較短。

## 名称由来
1572年，丹麥天文學家第谷·布拉赫在仙后座觀察到超新星SN 1572，並且在他的著作《de nova stella》（拉丁文，意思為“關於新星”）中描述時，給了“新星”這個名稱。在書中，他以近處的物體應該會相對於恆星產生位置的改變，來論述說新星的距離非常遙遠。雖然這是一顆超新星，而不是一顆傳統的新星，但直到1930年代人們才意識到這兩個概念的不同。

## 测距：标准烛光
新星有些特性可以做為距離的標準燭光，像是絕對星等的分布是雙峰的，一個主峰值在-7.5等，另一個次要的在-8.8等；大致上在峰值之後的15天，會有相似的絕對星等（-5.5）。以新星建立的距離估計，和以造父變星對鄰近的星系和星系團估計的距離比較，它們是比較準確的。

## 产生鋰
2015年2月19日，日本國立天文台研究團隊從觀察2013年海豚座新星發現，新星爆炸製成大量鋰元素，這意味著經典新星爆炸可能是宇宙製造鋰元素的主要機制。

## 1890年以後的明亮新星
| 年度   | 新星               | 最大亮度 |
| ------ | ------------------ | -------- |
| 1891年 | 御夫座T            | 3.8等    |
| 1898年 | 人馬座V1059        | 4.5等    |
| 1899年 | 天鷹座V606         | 5.5等    |
| 1901年 | 英仙座GK           | 0.2等    |
| 1903年 | 双子座DM           | 6等      |
| 1905年 | 天鹰座V604         | 7.3等    |
| 1910年 | 蝎虎座DI           | 4.6等    |
| 1912年 | 1912雙子座新星     | 3.5 等   |
| 1918年 | 天鷹座V603         | −1.8等   |
| 1919年 | 天琴座HR           | 7.4等    |
| 1919年 | 蛇夫座V849         | 7.4等    |
| 1920年 | 天鹅座V476         | 2.0等    |
| 1925年 | 繪架座RR           | 1.2等    |
| 1934年 | 武仙座DQ           | 1.4等    |
| 1936年 | 蝎虎座CP           | 2.1等    |
| 1939年 | 麒麟座BT           | 4.5等    |
| 1942年 | 船尾座CP           | 0.3等    |
| 1943年 | 天鷹座V500         | 6.1等    |
| 1950年 | 蝎虎座DK           | 5.0等    |
| 1960年 | 武仙座V446         | 2.8等    |
| 1963年 | 武仙座V533         | 3等      |
| 1970年 | 巨蛇座FH           | 4等      |
| 1975年 | 天鵝座V1500        | 2.0等    |
| 1975年 | 盾牌座V373         | 6等      |
| 1976年 | 狐狸座NQ           | 6等      |
| 1978年 | 天鵝座V1668        | 6等      |
| 1984年 | 狐狸座QU           | 5.2等    |
| 1986年 | 半人馬座V842       | 4.6等    |
| 1991年 | 武仙座V838         | 5.0等    |
| 1992年 | 天鵝座V1974        | 4.2等    |
| 1999年 | 天鷹座V1494        | 5.03等   |
| 1999年 | 船帆座V382         | 2.6等    |
| 2006年 | 蛇夫座 RS          | 4.5等    |
| 2007年 | 天蝎座V1280        | 3.9等    |
| 2009年 | 波江座KT           | 5.5等    |
| 2013年 | 2013年海豚座新星   | 4.3等    |
| 2013年 | 2013年半人马座新星 | 3.6等    |
| 2015年 | 2015年人马座新星2  | 4.3等    |

註：請隨時加入亮度超過6.0等以上的新星。

## 註
- 在摩根—肯納光譜分類下，新星的光譜屬於 Q 型。

### 再發新星
- 蛇夫座 RS
- 北冕座T
- 羅盤座 T

## 外部連結
- General Catalog of Variable Stars （页面存档备份，存于）, Sternberg Astronomical Institute, Moscow
- NASA Observatorium: Classical Nova